# Подводное ружьё

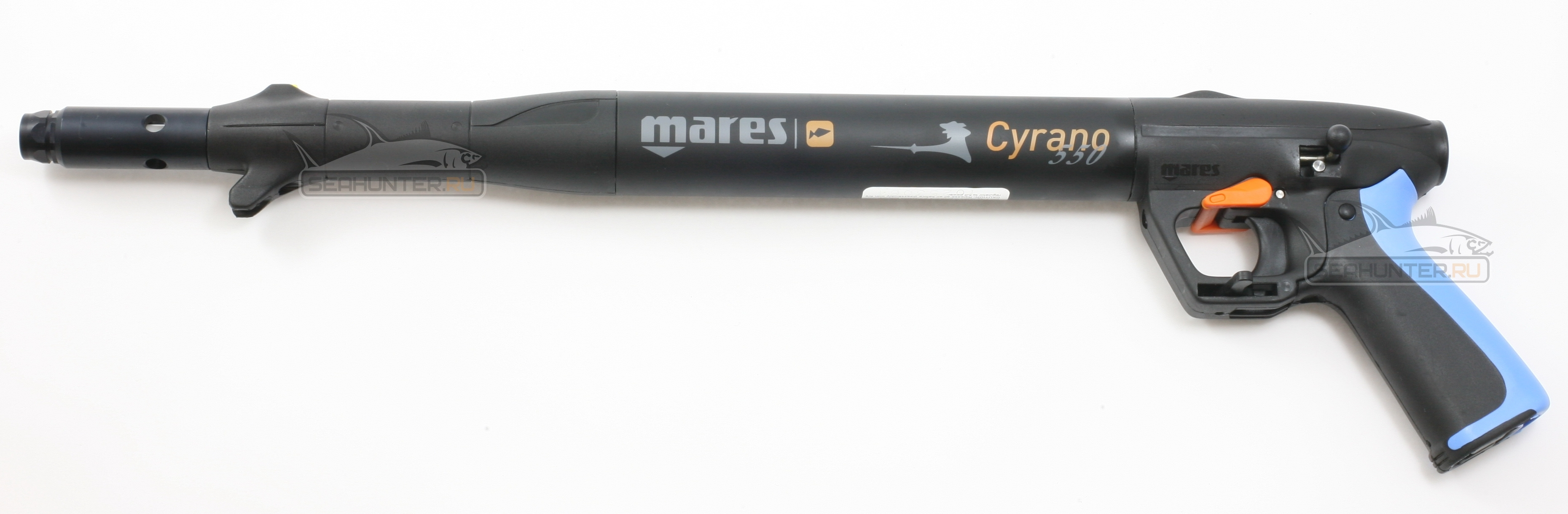
Пневматическое подводное ружьё

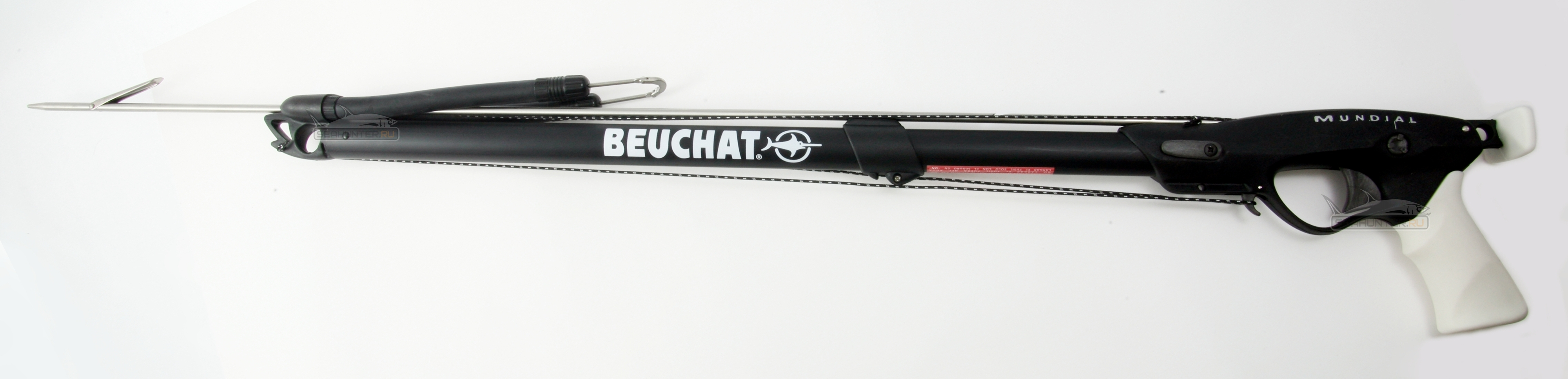
Подводное ружьё арбалетного типа

Подводное ружьё — приспособление для поражения заряженным в него гарпуном целей под водой. В основном используется в подводной охоте и спортивной подводной стрельбе.
На данный момент производятся и используются два основных типа ружей — пневматические подводные ружья и подводные ружья арбалетного типа. 
Однако существуют и иные схемы подводных ружей, такие как пороховые охотничьи ружья (ППО-2) и пистолеты, гидропневматические подводные ружья, ружья пружинно- и пружинно-пневматического типа.
Пневматические ружья работают по принципу приведения давлением воздуха поршня, который выталкивает гарпун из ствола. Пневматические ружья, в свою очередь, можно разделить на расходные и безрасходные ружья. Подразделяются также на пневматические и пневмовакуумные, у последних в стволе заряженного ружья нет воды.
В принципе работы безрасходного пневморужья лежит принцип использования одной порции закачанного воздуха: охотник своим усилием заряжает гарпун в ствол ружья, тем самым нагнетая поршнем давление в ресивере. Сила выстрела остаётся примерно одинаковой, так как используется один и тот же объём воздуха.
Расходное пневморужьё, для приведения в движение поршень использует воздух, закачиваемый охотником в пневмокамеру. Для совершения следующего выстрела охотнику приходится закачивать новую порцию воздуха.
Подводные ружья арбалетного типа работают по принципу приведения в движение гарпуна работой эластичных тяг во время сжатия: подводный охотник своими силами растягивает тяги и фиксирует их на гарпуне с помощью зацепа. Во время нажатия на спусковой крючок механизм высвобождает гарпун.
Пороховое охотничье ружьё, выстрел происходил за счёт вставленного через казённую часть ствола усиленного капсюля, функцию пули при этом выполнял сам гарпун. Диаметр ствола совпадал с диаметром капсюля, который заряжался в ствол непосредственно под водой, герметичность капсюля при этом обеспечивал парафин, залитый с открытой его части. Из-за малого диаметра гарпуна дальность стрельбы такого ружья под водой была невелика, а перезарядить в толстых перчатках такое ружьё было весьма проблематично. В настоящее время пороховые подводные ружья промышленностью не выпускаются.
Гидропневматическое ружьё работает по принципу пневматического ружья, однако вместо воздуха поршень толкает воду, которая отделена от пневмокамеры эластичной перегородкой. При заряжании вода, закачиваемая в ружьё через ресивер гарпуном или специальным встроенным насосом, уменьшает объём пневмокамеры, тем самым существенно повышая давление в ней. При выстреле воздух расширялся, вытеснял воду, которая, в свою очередь, толкала поршень в стволе.
Пневмовакуумное ружьё организовано установкой в надульнике резиновой манжеты, которая препятствует попаданию воды в ствол и создаёт вакуум в полости ствола в заряженном состоянии. Отсутствие паразитного объёма воды в стволе сводит к минимуму сопротивление при движении поршня в стволе во время выстрела, повышает КПД, уменьшает отдачу и подброс ружья при выстреле, исключает повреждение внутренней поверхности ствола грязью, засасываемой во время зарядки. Уменьшает вес заряженного ружья в сравнении с исполнением «мокрый ствол».  Позволяет уменьшить длину и массу поршня. Звук выстрела тише.
В качестве поражающего снаряда подводные ружья используют гарпун, который привязывается к ружью линём. Существует три основных способа привязки:
- привязка к основанию гарпуна через сквозное отверстие в хвосте гарпуна (задняя привязка);
- привязка к основанию гарпуна через сквозное отверстие в голове гарпуна (передняя привязка);
- привязка к скользящей втулке, которая двигается по основанию гарпуна;

Зачастую подводные охотники совместно с линём используют карабин, для быстрого отсоединения линя от ружья. Также используют эластичный амортизатор для предотвращения обрыва линя при резких рывках рыбы и в случае промаха, оснащают вертлюгом. Часто, особенно при охоте на крупную рыбу, свободный конец наматывают на прикреплённую к ружью катушку, наподобие рыболовной. В случае поражения гарпуном крупной рыбы у охотника появляется шанс всплыть на поверхность за счёт удлинённого с катушки линя, отдохнуть и совершить повторный нырок для добора рыбы.
Беспоршневые клапанные подводные ружья не имеют ствола и поршня. Вместо них используется клапан (пробка), запирающий ресивер при выходе из него гарпуна. Эти ружья имеют самые высокие КПД и КПИ. И, несмотря на свои небольшие габариты, являются самыми мощными подводными ружьями относительно своих размеров.